# Andreas Heimann
Pour les articles homonymes, voir Heimann.
Andreas Heimann est un joueur d'échecs allemand né le 10 janvier 1992 à Rheinfelden, grand maître international depuis 2016.
Au 1er mai 2019, il est le cinquième joueur allemand avec un classement Elo de 2 627 points.

## Biographie et carrière
Andreas Hemann a représenté l'Allemagne lors de l'Olympiade d'échecs de 2008 à Dresde dans l'équipe C d'Allemagne, marquant  4,5 points sur 8 (il était remplaçant).
Il a partiipé à la coupe Mitropa :
- en 2011  (médaille d'or par équipe) ;
- en 2014 (médaille d'argent par équipe) ;
- en 2015 (médaille de bronze par équipe et médaille d'or individuelle) ;
- en 2017 (il jouait au premier échiquier et l'Allemagne finit septième de la compétition).

Lors de l'open Grenke de 2018, il marqua 7 points sur 9, terminant à la quatrième place ex æquo. En 2019, il finit à la troisième place au départage de l'open Grenke avec 7,5 points sur 9.